# کرتیس بنتون
کرتیس بنتون (انگلیسی: Curtis Benton ‏ ۲۶ اوت ۱۸۸۵ – ۱۴ سپتامبر ۱۹۳۸) بازیگر و فیلم‌نامه‌نویس اهل ایالات متحده آمریکا بود.
از فیلم‌هایی که وی در آن‌ها نقش داشته است، می‌توان به قطار باری سریع‌السیر، ۲۰٬۰۰۰ فرسنگ زیر دریا و بهشت مجردها اشاره نمود.